# Xã Prairie View, Quận Corson, Nam Dakota
Xã Prairie View (tiếng Anh: Prairie View Township) là một xã thuộc quận Corson, tiểu bang Nam Dakota, Hoa Kỳ. Năm 2010, dân số của xã này là 17 người.